# Oryctes ata
Oryctes ata — вид жесткокрылых, принадлежащий к семейству пластинчатоусые.

## Описание
Длина тела самцов 30—31 мм, самок 34—39 мм. Крупный умеренно блестящий тёмный буро-красный красно-коричневый жук с массивным телом. Вид характеризуется ярко выраженным половым диморфизмом. У самцов на голове имеется рог. Наличник вытянут спереди в узкий, сильно приподнятый вверх отросток, на переднем крае ограниченный двумя длинными острыми зубчиками, разделенными глубокой выемкой треугольной формы. Рог на голове самца маленький, сильно сдвинут вперед, прямой, направленный вверх и несколько вперёд, только на вершине немного загнутый назад. У самок передняя часть головы отвесная, без выпуклости, ровная. Рог на голове самки является прямым продолжением передней поверхности головы. Он конической формы, направленный прямо вверх, располагается посредине длины головы. Усики 10-члениковые, с небольшой, 3 члениковой булавой. Переднеспинка лишь немного уже основания надкрылий. Кпереди она сужена. У самцов её передняя часть посредине с мелкими, редкими точками, постепенно повышается по направлению назад. Передние углы переднеспинки вытянутые вперед. Заднее возвышение переднеспинки у самцов с густыми, крупными точками, спереди — ровным, притупленным ребром, без бугорков. У самок в передней части переднеспинки есть округлая ямка. Надкрылья не особенно удлинены, покрыты мелкими точками. Пигидий самца голый, выпуклый, у самки весь покрытый в коротких волосках. Грудь покрыта в густых, рыжих волосках. Ноги толстые, сильные, передние — копательные, задние — с опорными зубчиками и шипиками.

## Ареал
Эндемик Туркменистана: Юго‑Восточные Каракумы (Репетек).

## Биология
Является типичным обитателем песчаных пустынь. Жуки встречаются в мае. Днём обычно малоактивные, не летают и скрываются, вероятно зарываются в субстрат. ктивность начинается в сумерках и с наступлением полной темноты, продолжаясь почти всю ночь.

## Охрана
Вид занесён в Красную книгу Туркменистана (IV категория — редкий вид-эндемик). Крайне редкий вид. Основные лимитирующие факторы: разрушение мест обитания вида, пастбищная нагрузка. Охраняется в Репетекском биосферном заповеднике.